# Kortney Hause
Kortney Paul Duncan Hause, né le 16 juillet 1995 à Redbridge, est un footballeur anglais qui évolue au poste de défenseur à Aston Villa.

## Biographie

### En club
Formé à Leeds United, il débute en professionnel pour le club de Wycombe Wanderers, puis se voit prêté à Gillingham.
Le 31 janvier 2014, il rejoint Wolverhampton.
Le 7 janvier 2019, Hause est prêté à Aston Villa, avec option d'achat, jusqu'à la fin de la saison. Il inscrit un but en douze matchs sous le maillot de Villa, qui lève l'option d'achat le 17 juin 2019.

### En équipe nationale
Kortney Hause participe au Tournoi de Toulon 2015 avec l'équipe d'Angleterre des moins de 20 ans, durant lequel il inscrit deux buts (face au Maroc et aux États-Unis).
Le 3 septembre 2015, il fait ses débuts avec l'équipe d'Angleterre espoirs lors d'un match contre les États-Unis.

## Palmarès

### En sélection
Hause remporte le Tournoi de Toulon en 2016 avec l'équipe d'Angleterre espoirs.